# Georges Chicotot
Georges Alexandre Chicotot (Parigi, 31 gennaio 1855 – Gurcy-le-Châtel, 7 aprile 1937) è stato un medico, artista e militare francese.

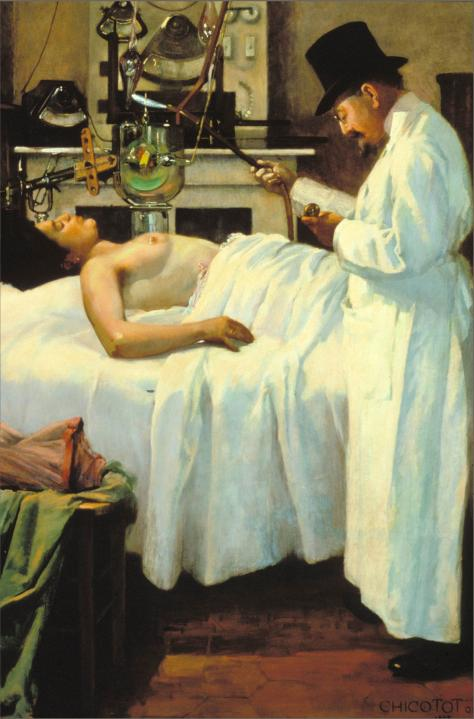
"Autoportrait et rayons X" (autoritratto e raggi X)

È particolarmente famoso per la sua opera Autoportrait et rayons X, prima rappresentazione che documenta l’uso dei raggi X nel trattamento del cancro.

## Biografia

### La carriera e gli studi
Georges Alexandre Chicotot, figlio di Alexandre e di Henriette Laurence Cochet, nacque a Parigi in una famiglia di origine borgognona. Nel novembre del 1873, si arruolò volontario nell’esercito per un anno e viene assegnato al sedicesimo battaillon de chasseurs à pied (BCP). Viene riassunto in servizio un anno più tardi nel terzo BCP, nel quale presta servizio per due anni per poi essere assegnato come riserva allo stesso battaglione. Dopo il servizio militare, entra all’École nationale supérieure des Beaux-Arts di Parigi per studiare pittura. I suoi interessi oscillano tra l’arte e la scienza. Appassionato di anatomia, è per tre anni prosettore all’Accademia, ovvero assistente dell’anatomista che prepara le dissezioni. Dal 1877, Georges Chicotot espone al Salone di pittura e scultura dell’Accademia di Belle Arti (ribattezzato “salone degli artisti francesi” a partire dal 1881), ed esporrà tutti gli anni fino al 1913, ottenendo delle medaglie.
Nel 1882, ancora semplice soldato in riserva, è assegnato al ventitreesimo régiment territorial d'infanterie (RTI); due anni più tardi è nominato sottotenente dell’ottantatreesimo RTI e nel 1889 tenente dell’ottantaseiesimo RTI. Nel 1892 inizia gli studi presso la facoltà di Medicina di Parigi e si laurea nel 1899, continuando a dedicarsi alla pittura durante tutti gli anni di studio. Nello stesso periodo si sposa con Odile Jabob dalla quale ha una figlia nel 1885, Rosette. Quest’ultima a sua volta sarà una pittrice, istruita da Jean-Paul Laurens. Diventa radiologo presso l’ospedale di Parigi.
Nel 1893 è assegnato come luogotenente territoriale al 318º reggimento di fanteria e al primo battaglione territoriale dei cacciatori a piedi e nel 1903 viene nominato capitano al trentaquattresimo RTI. Ogni anno presta servizio come riservista per circa un mese. I suoi superiori lo considerano un militare nell’anima. Nel 1910 e nel 1912 ad Albertville Chicotot effettua uno stage a titolo volontario presso il primo Battaillon territorial de chasseurs à pied (BTCP). Nel 1912 è nominato Cavaliere della Legione d’onore.

### Gli anni della Prima Guerra Mondiale
Nel 1914, allo scoppio del conflitto, Georges Chicotot non è più convocato dall’esercito avendo raggiunto l’età di 59 anni. Sceglie di non entrare nei servizi di Sanità in qualità di medico poiché vuole prestare servizio come soldato. Viene assegnato alla terza Armata dell’Età-Maggiore ma presto reclama la sua assegnazione a un’unità combattente ottenendo nel 1916 il comando della seconda compagnia del settimo battaglione territoriale di cacciatori (BTCA) in Alsazia: «Ufficiale anziano ma tre volte più vigoroso e tre volte più attivo (…) sarà un capo di battaglione molto valido».
Il 16 aprile 1916 Georges Chicotot è nominato comandante a capo del settimo Battaillon Territorial de Chasseurs Alpins (BTCA). Nel febbraio del 1917 in seguito a una caduta si frattura un polso e viene sollevato dal suo incarico, sebbene dal dossier dell’ufficiale si apprenda che egli è stato «colpito al braccio da uno shrapnel nel corso di un bombardamento». Il 21 aprile 1917 viene promosso alla carica di ufficiale della Legione d’onore. Il 7 luglio 1918 è licenziato e posto nella posizione di capo di battaglione onorario dell’armata territoriale.

### Gli ultimi anni di vita
Dopo aver lasciato la carriera militare ritorna alla sua attività di medico. Non si hanno notizie relative ai suoi ultimi anni di vita. Muore nel 1937, all’età di 82 anni, per complicanze di una radiodermite causata dalla sua esposizione alle radiazioni.

## Attività

### Il medico
Dal 1892 al 1899 Georges Chicotot studia presso la facoltà di Medicina di Parigi, allievo di Paul Poirier e Louis Hubert Farabeuf. Mentre studia ancora medicina, i raggi di Röntgen iniziano a essere conosciuti nel mondo medico. Egli è interessato dalle prospettive offerte da questa scoperta: infatti lo si ascolta in una conferenza che si tiene all’Accademia di Medicina dedicata al trattamento dell’alopecia attraverso correnti ad alta frequenza e raggi X. Nel 1899 ottiene il suo dottorato che gli permette di lavorare come radiologo presso l’ospedale Trousseau dal 1897 al 1902.
Diventa radiologo presso l’ospedale di Parigi, il tutto continuando a dipingere e facendo delle sue opere delle testimonianze dei progressi della medicina dei suoi tempi. Nel 1907, anno in cui dipinge la tavola Autoportrait et rayons X, era uno dei pionieri della radioterapia in Francia presso l'ospedale Broca. Nel 1908 vince il primo concorso indetto il 18 aprile dall’Assistenza Pubblica per la nomina di 11 medici capi dei laboratori di elettroradiologia.

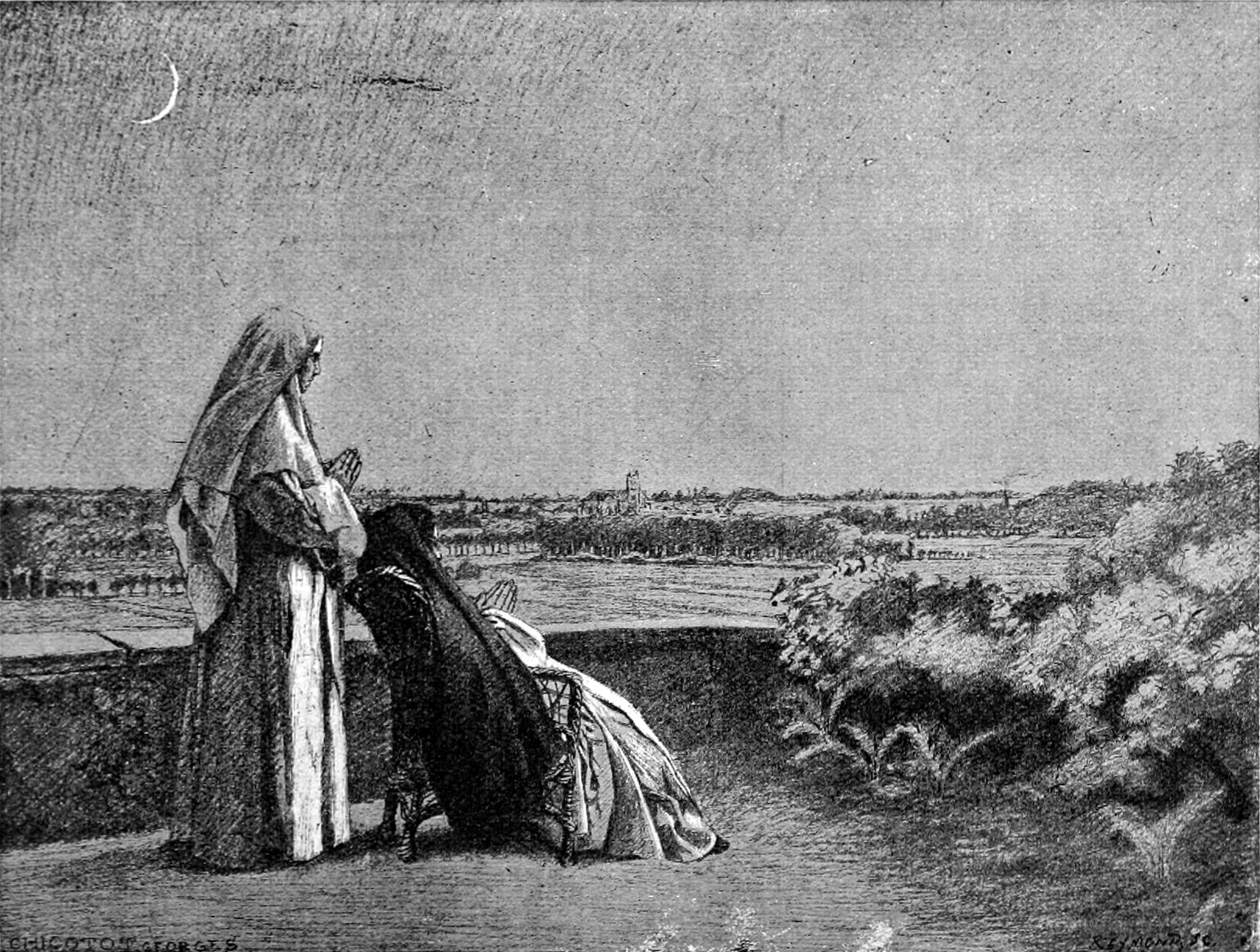
Ave Maris Stella

### Il pittore
Studia pittura presso l’Accademia delle Belle Arti di Parigi, allievo di Paul Richer e di Ernest Hébert. Richer, neurologo e scultore, a sua volta membro dell’Accademia di Medicina e dell’Accademia delle Belle Arti, insegna fisiologia del movimento e anatomia artistica. Chicotot, in qualità di pittore, è testimone dei mutamenti del mondo medico dei suoi tempi. La coltura dei microbi dopo i prelievi fatti nel corso di un’autopsia è rappresentata nell’opera La leçon du Professeur Paul Poitier (1886), i sieri che guariscono come il siero antidifterico nel dipinto Le tubage (1904), mentre i primi tentativi di trattamento del cancro mediante i raggi X nella tavola Autoportrait et rayons X (1907). Chicotot definisce molto curiosamente le sue tavole «torte alla crema» in una nota biografica scritta prima della sua morte.

## La cappella Sicurani
Nel 1916 Georges Chicotot, allora capo del settimo battaglione degli alpinisti, decide di costruire una cappella in un improbabile posto a 300 metri dalle prime linee del fronte, nel settore Rochedure. Questa cappella viene costruita in memoria di Pascal Sicurani, capitano dell’ottava compagnia del sessantottesimo BTCA che aveva precedentemente occupato il settore Rochedure. Il capo del sessantottesimo battaglione, Dupont, aveva in mente di costruire una stele in memoria del capitano Sicurani, ma non riesce a realizzare il suo progetto a causa del trasferimento del suo battaglione. Questo verrà portato avanti da Chicotot, che aveva preso il posto del settantottesimo battaglione con la sua unità occupando il settore Rochedure.
Al posto di una stele Chicotot decide di costruire una cappella e dedicarla a Notre Dame de la Victoire. Egli realizza il progetto, sceglie gli ornamenti e affida la direzione del cantiere all’aiutante Itier. La cappella è costruita tra il 26 luglio e il 15 settembre 1916 dai membri del battaglione, ma non vi è alcuna traccia di questa realizzazione nel giornale delle marce e delle operazioni del settimo battaglione, poiché la costruzione di una cappella non fa parte della vita normale di un’unità combattente.
Più tardi Georges Chicotot scrive:
La prima messa nella cappella è celebrata il 20 ottobre 1916 "per il riposo dell'anima dei soldati morti." Una targa sul frontone di sinistra, porta il nome del capitano Sicurani e i nomi dei venti soldati uccisi nei settori Breitthal, Rochedure e Rochette. Inoltre vi è l’incisione del nome di Chicotot sul frontone destro della cappella.